# 普卢加尔
普卢加尔（法語：Plougar，法語發音：[pluɡaʁ]）是法国菲尼斯泰尔省的一个市镇，属于莫尔莱区。

## 地理
普卢加尔（48°33'47"N, 4°8'30"W）面积17.48 平方千米，位于法国布列塔尼大區菲尼斯泰尔省，该省份为法国最西部的省份，位于布列塔尼半岛西部，北西南三面环大西洋，东临阿摩尔滨海省和莫尔比昂省。
与普卢加尔接壤的市镇（或旧市镇、城区）包括：博迪利斯、普卢古尔韦斯特、普卢泽韦代、圣代里安、圣塞尔韦、圣武盖。

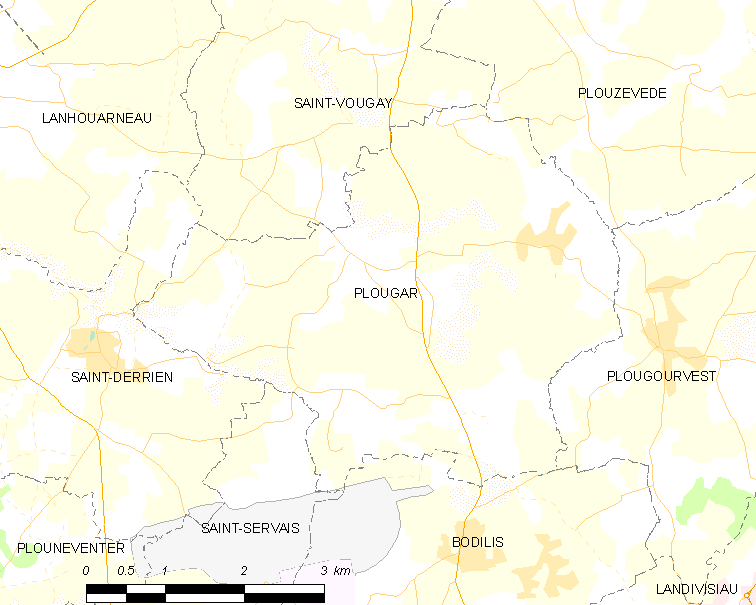
普卢加尔的OSM定位图

普卢加尔的时区为UTC+01:00、UTC+02:00（夏令时）。

## 行政
普卢加尔的邮政编码为29440，INSEE市镇编码为29187。

## 政治
普卢加尔所属的省级选区为朗迪维肖县。

## 人口

1962-2008年间普卢加尔人口变化图示

普卢加尔于2022年1月1日时的人口数量为790人。